# Hey Jude
"Hey Jude" é uma canção dos Beatles composta por Paul McCartney, creditada à dupla Lennon/McCartney, e lançada no Lado A do single Hey Jude/Revolution de 1968. Apesar da longa duração da canção (mais de sete minutos, o que era muito incomum na época), foi um dos singles mais vendidos dos Beatles. Foi eleita pela revista Rolling Stone como a 8.ª melhor música de todos os tempos.

## Origens
A canção foi escrita em junho de 1968, quando Paul McCartney foi visitar Cynthia Lennon e seu filho Julian. Após o interesse de John em Yoko Ono e o pedido de divorcio de Cynthia, Paul como amigo do ex-casal, sentiu que precisava dar seu apoio a ela.
Segundo Paul no “The Beatles Anthology”: "Eu achei que como amigo da família eu poderia ir a casa deles dizer que tudo ficaria bem, tentar animá-los e ver como estavam. Eu dirigi cerca de uma hora. Eu costumava desligar o rádio nessas viagens e cantarolar, vendo se conseguia compor canções. Então comecei a cantar - 'Hey Jules - don't make it bad, take a sad song, and make it better...' – como uma mensagem de esperança para Julian. Tipo, ‘qual é cara, seus pais estão se divorciando, sei que não esta feliz, mas você ficará bem.’ Depois eu mudei o nome de Jules para Jude, que era um personagem em Oklahoma! e eu gostei do nome.”
Posteriormente, Cynthia relembra: "Eu fiquei realmente surpresa quando, numa tarde, Paul chegou por iniciativa própria. Eu fiquei comovida pela sua evidente preocupação por nosso bem-estar, e ainda muito mais comovida quando ele me presenteou com uma rosa vermelha acompanhada de uma mensagem bem-humorada 'que tal isso, Cyn, se nós dois nos casássemos?' Nós dois rimos ao imaginarmos a reação do mundo a um anúncio desses. No caminho, ele compôs ‘Hey Jude’ no carro. Nunca me esquecerei de seu gesto de carinho e consideração vindo nos ver. Isso me fez sentir importante e amada, em oposição a me sentir descartada e ultrapassada."
McCartney gravou um demo no piano após seu retorno. Em 26 de julho, Lennon e Yoko estavam hospedados em sua casa, e Paul tocou para eles pela primeira vez. Paul fala sobre no livro “Many Years From Now” de Barry Miles: “Eu terminei tudo na minha casa em Cavendish e eu estava na sala de música no andar de cima quando John e Yoko vieram. Estavam de pé atrás de mim enquanto eu tocava para eles a canção. E quando chegou na frase: ‘The movement you need is on your shoulder,’ Eu olhei para ele e disse, ‘eu vou mudar essa linha, está meio fraco.’ E John disse, ‘Você não pode e sabe disso...é a melhor frase da canção.’ Essa foi a colaboração. Quando alguém fala firmemente para você manter algo que iria jogar fora. E toda vez que canto essa linha penso em John.”
John Lennon mais tarde deixou sua opinião sobre a canção ser direcionada ao seu relacionamento com Yoko, como dito na entrevista para a revista Playboy em 1980: “Paul disse que escreveu para Julian. Ele sabia que me separava e deixava de morar com Julian. Ele cuidava de Julian como um tio, e compôs ‘Hey Jude.’ Mas, sempre achei que fosse uma canção direcionada a mim. Se pensar bem, não quero ser comparado à aqueles fãs que lêem coisas na canções... Mas a letra: ‘Hey, John... go out and get her.’ Em seu subconsciente o anjinho dizia, ‘Seja abençoado, me deixe’ mas o seu diabinho não gostava nada daquilo, pois ele não queria perder sobretudo seu parceiro.”
Da mesma forma como fizera com "Yesterday", Paul passou a tocar sua nova canção orgulhosamente para qualquer um que encontrasse dessa vez sem medo do plágio (pois com Yesterday, tinha receio de que se tratava de uma melodia já existente). Um membro do Badfinger, a primeira banda a participar do selo dos Beatles, a Apple Records, relembra o primeiro dia deles no estúdio: "Paul foi até um grande piano e disse 'Hey, pessoal, ouçam isso', então ele se sentou e nos ofereceu um concerto completo de 'Hey Jude'. Nós ficamos embasbacados."
As anotações da canção foram compradas por Julian Lennon em um leilão por 25000 libras. Em 2002 a letra original escrito a mão foi leiloado por 80000 libras, mas Paul tentou impedir o leilão alegando que o artefato tinha desaparecido de sua casa em Londres, porém Richard Morgan, o representante da Christie's, disse que Paul nunca provou que o papel estava em seu poder. A justiça decidiu em favor de McCartney que proibiu a venda.

## Letra
A letra pode ter várias interpretações. Começa dizendo para Jude ou Julian não ficar para baixo e pegar uma canção triste e torná-la melhor. Lembrando-se de deixá-la entrar no coração para se sentir melhor.
No segundo trecho, diz para Jude não ficar com medo, já que ele foi feito para sair e ficar com ela. (Foi esse trecho que confundiu os pensamentos de Lennon sobre a canção).
No refrão diz que a qualquer hora que sentir dor, contenha-se e não carregue o mundo nas costas. Também questiona se ele não sabe que um tolo, é aquele que, para tentar parecer mais legal, mais ""cool"", acaba deixando o seu mundo um lugar mais frio..”
Em 1989, o cantor Kiko Zambianchi gravou uma versão brasileira homônima feita por Rossini Pinto no álbum Era das Flores.[carece de fontes?]

## Gravação

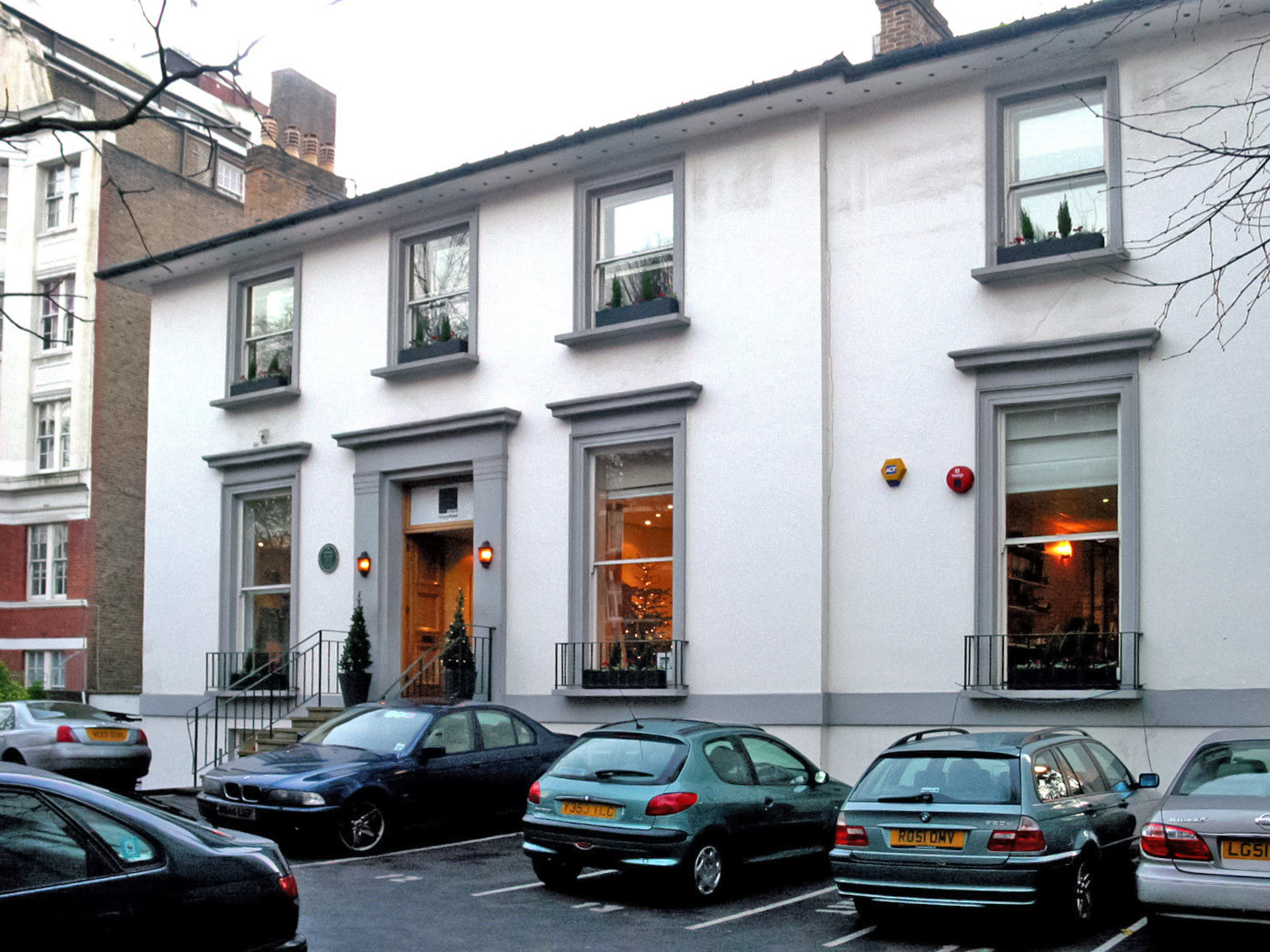
Abbey road studios.

Os Beatles começaram as gravações de “Hey Jude” em 29 de Julho de 1968. A primeira sessão era mais um ensaio do que gravação. Eles sabiam que a música teria uma boa repercussão como um single, então dedicaram o tempo para aperfeiçoar os arranjos. Gravaram seis takes naquele dia.
No “The Beatles Anthology,” Paul fala um pouco sobre George Harrison e as gravações: “Em ‘Hey Jude’ quando eu sentei ao piano e comecei a cantar, ‘Hey Jude...’George veio com um riff de guitarra. Eu continuei, ‘Don’t make it bad...’ e ele com o mesmo riff, ou seja, estava respondendo com riffs todas as frases. Então eu disse, ‘Ei George, eu não acho que isso fica bom na canção. Talvez você devesse tocar só nas estrofes inteiras, mas por enquanto vamos manter as coisas simples, OK?’ Ele disse, OK, OK, beleza.’ Mas eu estava ficando meio puto com aquilo, ele não estava entendendo o que eu queria.”
“Eu insistia para ele não responder tudo com riffs de guitarra, porque aquilo era importante pra mim, mas claro que se você disser pra um guitarrista que não deva tocar, ele vai achar que você esta boicotando ele. Eu acho que George se sentiu tipo, ‘Desde quando você vai me dizer quando eu tenho que tocar? Eu sou um Beatle também!’ Então eu posso entender seu ponto de vista.”
Na noite seguinte eles continuaram trabalhando na canção, gravando os takes 7 ao 23. George Harrison não tocou então decidiu esperar na sala de controle do lado de fora. A sessão foi filmada para o documentário do Conselho Nacional de Música da Grã-Bretanha, que filmaram e transformaram num curta-metragem chamado “Music!”
Ao final da sessão, o produtor George Martin fez uma mixagem padrão a fim de trabalhar na trilha orquestral que foi gravada em 1° de agosto.
Ringo Starr no “The Beatles Anthology”: “Essa canção se tornou clássica. Me senti bem em grava-la. Foi cansativo algumas vezes, fazer ela sair certa, mas ela ficou perfeita como tinha que ser.”
Em 31 de julho, foram para o Trident Studios para gravar a canção na mesa de 8 canais, novidade na época. Segundo Paul McCartney: “Há algo inusitado sobre as gravações. Estávamos no Trident em Soho e Ringo tinha ido ao banheiro e eu não reparei. O banheiro era apenas alguns metros da cabine da bateria, mas ele passou por mim e eu estava distraído ao piano. Eu comecei o take usado na canção pensando que estava na bateria, e quando estava próximo da bateria entrar na canção, eu percebi Ringo passando rápido pelas minhas costas para chegar à cabine e quando ele chegou sua bateria estava impecável e entrou no tempo certinho! E eu rindo pensei, ‘esse é o take, tem que ser!’ Quando acontece essas coisas, é tão mágico! Então fizemos uma ótima gravação.”
A canção foi completada no dia 1 de agosto, com Paul adicionando baixo, vocais e os outros Beatles com os vocais de apoio. Depois a orquestra foi adicionada e os músicos foram chamados para uma sessão de vocais de apoio e palmas a fim de tornar a canção mais grandiosa.

## Músicos e instrumentos
- Paul McCartney: vocais, piano e baixo.
- John Lennon: vocais de apoio e violão.
- George Harrison: vocais de apoio e guitarra.
- Ringo Starr: vocais de apoio, bateria e pandeirola.

Sem créditos (arranjos de George Martin): 10 violinos, 3 violas, 3 violoncelos, 2 contrabaixos, 2 flautas, 2 clarinetes, 1 clarinete baixo, 2 contra fagotes, 4 trompetes, 2 cornetas, 4 trombones, 1 percussão. 35 destes músicos fazem vocais de apoio adicionais e batem palmas

## Lançamento

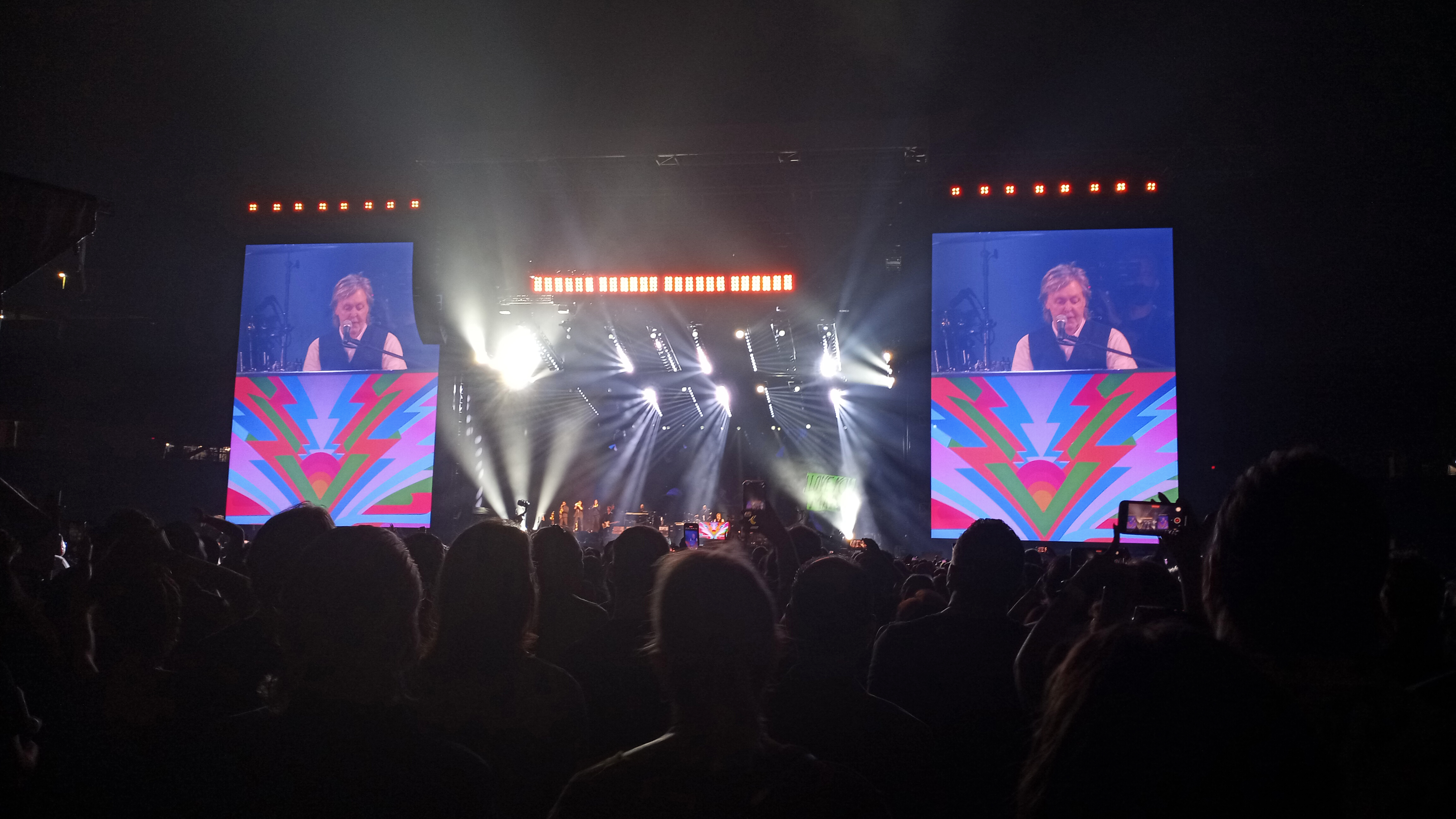
Paul McCartney tocando"Hey Jude" no Camping World Stadium em Orlando, Florida, em 28 de maio de 2022

A canção foi lançada poucas semanas depois de sua gravação e vinha com a canção de Lennon, "Revolution", no lado B.
No projeto The Beatles Anthology, Paul McCartney fala sobre o primeiro dia de lançamento do disco: “Eu fui ao escritório da Apple Records no lançamento do single de ‘Hey Jude’. As janelas da frente estavam com cera de limpeza branca e eu pensei, ‘Que grande oportunidade, muitos ônibus passam pela Baker Street lotada...’ Então, eu rabisquei na janela ‘Hey Jude’ na cera branca. Um cara ficou super furioso e me ergueu dizendo, ‘Vou mandar um dos meus filhos que estão por aí para te darem uma surra!’ Eu disse, ‘Calma, calma... Porque isso!?’ e ele disse, ‘Você escreveu “Jude” na janela!’ Eu não tinha ideia de que ‘Jude’ era na verdade judeu, em alemão. Se você olhar o filme feito na Alemanha nazista, 'Juden Raus' eles escrevem ‘judeu’ nas janelas junto com a Estrela de Davi. Eu juro que isso nunca me passou pela cabeça.”
A canção de quase 7 minutos foi o single mais longo a atingir as paradas britânicas. Seu fade out tem propositalmente 1 segundo a mais do que o hit da parada de um ano antes de Richard Harris, “MacArthur Park.”
George Martin no projeto “The Beatles Anthology”: “Nós gravamos ‘Hey Jude’ no Trident Studios. Era uma canção muito longa. Na verdade, depois de cronometrar eu disse, ‘Vocês não podem fazer um single tão longo.’ Eu gritei com eles, não pela primeira vez na vida e John perguntou, ‘Porque não?’ Eu não conseguia pensar numa boa resposta na hora, exceto na resposta patética de que os DJ’s não tocariam uma música tão longa. Ele disse, 'Irão tocar se for nossa.' E é claro, ele estava absolutamente certo.”
“Hey Jude” foi lançada no dia 26 de agosto de 1968 nos EUA. Ficou pelas próximas 9 semanas no topo das paradas e vendeu 5 milhões de cópias nos seis meses seguintes. Ficou ao todo 19 semanas nas paradas.
Em 30 de novembro de 1968, a NME reportou que as vendas chegaram perto de seis milhões de cópias mundialmente.  "Hey Jude" tornou-se o lançamento mais vendido de uma gravação de todos os tempos, vendendo estimadamente oito milhões de cópias mundialmente e chegando ao topo das paradas em onze países. Foi o sigle do topo da Billboard Hot 100 de 1968, de acordo com as tabelas de final de ano. Menos de três semanas depois de seu lançamento, o disco foi certificado ouro de vendas pelas um milhão de cópias vendidas. Em 1999, foi certificado 4x platina, representando quatro milhões de unidades enviadas.

## Clipe promocional
Os Beatles contrataram Michael Lindsay-Hogg para filmar um vídeo para promover a canção “Hey Jude.” Hogg já tinha feito o vídeo de “Paperback Writer” e tiveram a ideia de filmar com uma audiência controlada, ao vivo. Fizeram o vídeo no programa, The Frost Programme, com McCartney em pessoa dublando os vocais.
Em 8 de setembro, David Frost apresentava o vídeo para os britânicos.
Após essa introdução, Os Beatles improvisaram uma parodia de “It’s Now or Never” de Elvis Presley, porém esse trecho nunca foi ao ar pela TV.
Em 6 de outubro de 1968 foi transmitido nos Estados Unidos, no programa The Smothers Brothers Comedy Hour. Essas gravações e a performance podem ser vistas no DVD “The Beatles Anthology.”

## Londres 2012
Durante a cerimônia de abertura dos jogos olímpicos de londres em 2012, o ex Beatle Paul McCartney, se apresentou cantando e tocando  “Hey Jude" para o estádio olímpico lotado e também o público que assistia ao vivo pela televisão em todo o mundo.
No dia 4 de agosto de 2012, Sir Paul McCartney foi assistir as provas de perseguição por equipes do ciclismo da Olimpíada de Londres-2012, na qual a equipe feminina da Grã-Bretanha conquistou a medalha de ouro. Um fato curioso que marcou essa prova foi que a torcida presente no velódromo de Londres notando que McCartney  estava lá, começou a entoar a letra de “Hey Jude"  e logo em seguida  o próprio Paul os acompanhou 

## Manuscrito
O manuscrito de Paul McCartney, usado durante a gravação em 1968 do "Hey Jude" foi vendido por 910 mil dólares (cerca de 832 mil euros) durante um leilão online em 10 de abril de 2020, data do 50.º aniversário da separação dos Beatles. O documento contém uma letra parcial juntamente com anotações que incluem a palavra "break" ("pausa", em inglês) usada para ajudar na gravação do tema.